# Jávorfalu
Jávorfalu (románul: Stejera) település Romániában, Máramaros megyében.

## Fekvése
Máramaros megyében, Nagykörtvélyestől északnyugatra fekvő település.

## Története
Jávorfalu a Körtvélyes hegy alatti, csodálatos természeti környezetű völgyben fekvő pici település.
A falu a kővári uradalomhoz tartozott, majd a 14. és a 15. században  a Drágfi család birtoka volt.
A Drágfi család kihaltával 1555 után a Kővárvidékkel együtt koronabirtok lett.
A 17. század végén a településre a gróf Teleki család kapott királyi adományt. Az övék maradt egészen a 19. század derekáig.
Borovszky még a 20. század elején írta a faluról: "Kisközség a nagysomkúti járásban. Fából épült 30 házból áll, és 158 görögkatolikus oláh lakosa van. Határa 954 hold…Utolsó postája, távírója és vasúti állomása Nagynyíres."
A falu a trianoni békeszerződés előtt Szatmár megye nagysomkúti járásához tartozott.

## Nevezetességek
- Görögkatolikus fatemploma – 1800-ban épült.